# Turdoides jardineii
Turdoides jardineii là một loài chim trong họ Leiothrichidae.